# Squadra ceca di Fed Cup
La squadra ceca di Fed Cup rappresenta la Repubblica Ceca nella Fed Cup, ed è posta sotto l'egida della Český tenisový svaz.
La squadra partecipa alla competizione dal 1963 (la prima edizione della manifestazione), e fino all'edizione del 1992 (compresa) partecipava come Cecoslovacchia, fino alla divisione del paese in Repubblica Ceca e Slovacchia nel 1993.
Nell'edizione del 2011 vince la sua sesta coppa, la prima dopo la dissoluzione della Cecoslovacchia. Il cammino delle ragazze guidate da Petr Pála inizia con la vittoria contro la Slovacchia al primo turno: Lucie Šafářová e Petra Kvitová si sbarazzano senza particolari difficoltà di Daniela Hantuchová e Dominika Cibulková nei primi tre singolari, che rendono vane le vittorie slovacche dell'ultimo singolare e del doppio. In semifinale la Repubblica Ceca affronta il Belgio a Charleroi, orfana di Lucie Šafářová, sostituita da Barbora Záhlavová-Strýcová, che perde i suoi due incontri contro Yanina Wickmayer e Kirsten Flipkens. Petra Kvitová tiene a galla la propria squadra sconfiggendo le due singolariste belghe e il doppio Benešová/Záhlavová-Strýcová conquista il punto decisivo. La finale è prevista a Mosca, contro la Russia, che deve rinunciare alla propria numero uno Marija Šarapova. Ancora una volta è Kvitová a reggere il peso dello scontro, vincitrice dei propri incontri contro Marija Kirilenko e Svetlana Kuznecova. Šafářová viene infatti sconfitta dalla stessa Kuznecova e da Anastasija Pavljučenkova. Nuovamente il doppio, stavolta composto da Lucie Hradecká e Květa Peschke, risulta decisivo.
Il 2012 vede le ceche bissare il successo ottenuto l'anno precedente, con Kvitová e Šafářová ancora grandi protagoniste. Nel primo turno a Stoccarda è la Germania a soccombere già dopo i primi tre singolari vinti da Benešová e Kvitová, mentre Šafářová è assente. In semifinale la squadra ceca si sbarazza con la stessa facilità dell'Italia di Francesca Schiavone e Sara Errani, che cadono senza opporre molta resistenza sotto i colpi di Kvitová e Šafářová. La finale è contro la Serbia. Kvitová perde il suo primo incontro dei sei disputati, ad opera della ex n°1 al mondo Ana Ivanović. Tuttavia le precedenti vittorie di Šafářová contro la stessa Ivanović e di Kvitová contro Jelena Janković, permettono a Šafářová di conquistare il punto finale contro Janković con un doppio 6-1.
Nel 2013 la corsa della Repubblica Ceca si ferma in semifinale contro l'Italia, poi vincitrice del torneo. Dopo aver sconfitto l'Australia al primo turno, Sara Errani e Roberta Vinci hanno la meglio su Kvitová e Šafářová. L'unico punto conquistato dalle ceche è opera di Kvitová nel terzo singolare, contro Errani, mentre il doppio non viene disputato.
L'edizione 2014 vede le ceche tornare sul tetto del mondo per la terza volta in quattro anni. Il primo turno contro la Spagna risulta più insidioso del previsto, sia per l'assenza di Kvitová che per la presenza di Carla Suárez dall'altra parte della rete, capace di vincere i propri incontri di singolare contro Záhlavová-Strýcová e Klára Zakopalová. Quest'ultima vince il suo incontro contro María Teresa Torró Flor e, per il quarto incontro, il capitano Pála decide di schierare Šafářová, tenuta a riposo, che ha la meglio in tre set su Silvia Soler. Il doppio Hlaváčková/Záhlavová-Strýcová conquista il punto decisivo. In semifinale la Repubblica Ceca incontra l'Italia per la terza volta in altrettante edizioni: per l'occasione torna Kvitová e per Errani, Giorgi e Vinci non c'è scampo: 4-0 l'esito finale della serie. In finale si rivede la Germania dopo tanti anni di anonimato, ma Andrea Petković e Angelique Kerber non sono abbastanza per fermare il duo Kvitová-Šafářová, che consegnano alla propria squadra l'ottava coppa della sua storia.
L'anno successivo, le ceche sembrano non avere troppi problemi: il primo turno si apre con un'autentica passeggiata sul malcapitato Canada (4-0 a Québec senza perdere un set) e la semifinale, con la Francia, a Ostrava, è già archiviata dopo i primi tre singolari. In finale, a Praga con la Russia, Marija Šarapova prova a spaventare le ceche con due vittorie su altrettanti singolari, ribaltando la sconfitta iniziale (da 1-0 a 1-2), ma Anastasija Pavljučenkova e Elena Vesnina non seguono la Šarapova consegnando alla Kvitová, alla Záhlavová-Strýcová e alla Plíšková il nono titolo (il 2° consecutivo per la seconda volta).
Rispetto all'anno precedente, nel 2016 risulta tutto più complicato, forse per il fatto che le ceche giocano sempre fuori casa, ma nonostante ciò riescono a passare tutti i turni all'ultimo incontro (3-2), portando a casa il decimo titolo (il terzo consecutivo). Il primo turno è all'insegna dell'equilibrio: la Plíšková riesce dove la Kvitová fallisce contro la Halep e Monica Niculescu e quindi ci vuole il doppio Denisa Allertová/Barbora Strýcová per aver ragione in due set delle rumene Andreea Mitu/Ioana Raluca Olaru. In semifinale a Lucerna, la Svizzera con Viktorija Golubic prova a opporre resistenza, ma le ceche con la Záhlavová-Strýcová, la Plíšková e il doppio Allertová/Hradecká superano Timea Bacsinszky sia nel singolare, sia nel doppio che forma con la veterana Martina Hingis. Nella finale giocata a Strasburgo, la Francia (che torna in finale dopo 11 anni) è trascinata da Caroline Garcia, ma Kristina Mladenovic e Alizé Cornet vengono battute rispettivamente dalla Plíšková (in un terzo set-maratona per 16-14) e dalla Záhlavová-Strýcová; così sarà il doppio a decidere le sorti della Fed Cup 2016, che il duo Záhlavová-Strýcová/Plíšková vincerà contro le meno affiatate Garcia/Mladenovic, permettendo inoltre a Petr Pála di essere il primo capitano a vincere 5 Fed Cup.
Il 2017, con le ceche orfane della sfortunata Kvitová, si apre con una non facile vittoria casalinga sulla Spagna, con Strýcová che, pur perdendo il primo incontro con Muguruza, riesce con Plíšková a ribaltare lo svantaggio iniziale, ottenendo la qualificazione alla semifinale (3-1); alla Spagna la soddisfazione di vincere anche il doppio (per il finale 3-2 ceco). Ma negli USA la situazione cambia: le ceche, oltre che senza Kvitová, rimangono orfane di Strýcová e Šafářová, inoltre Plíšková gioca solo il doppio, costringendo Pála a schierare la diciassettenne Markéta Vondroušová che comunque riesce a battere la più quotata Lauren Davis. Anche gli USA hanno i loro problemi senza le Williams e Madison Keys, ma Coco Vandeweghe vince i due singolari rimandando il verdetto al doppio che vincerà insieme alla doppista n°1 Bethanie Mattek-Sands senza troppi problemi.
Nel 2018, Kvitová e Strýcová riescono a vincere agevolmente i loro match sulla Svizzera di Golubić e Bencic, concludendo sul 3-1. In semifinale, trovano la Germania: Kvitová si impone su Görges (6-3 6-2) mentre Plíšková batte Angelique Kerber (7-5 6-3); Görges ravviva le speranza tedesche sconfiggendo Plíšková (6-4 6-2) ma Kvitová chiude la contesa lasciando quattro giochi a Kerber (6-2 6-2) e qualificando la Repubblica Ceca alla sua 12ª finale nella competizione; nell'ultimo atto, a novembre nell'O2 Arena di Praga, le ceche si presentano con Kateřina Siniaková e Barbora Strycová, in quanto Plíšková dà forfait all'ultimo momento per un infortunio al polpaccio; anche la nazionale statunitense, campione in carica, si presenta senza le sorelle Williams e Madison Keys, schierando Alison Riske e Sofia Kenin; nel primo singolare, Strycová vince su Kenin in rimonta (6(5)-7 6-1 6-4) mentre Siniaková batte Alison Riske in due set (6-3 7-6(2)); nel terzo singolare, Siniaková sconfigge Kenin dopo 3 ore e 44 minuti di battaglia, con lo score di 7-5 5-7 7-5, regalando alle ceche il titolo numero 11 della loro storia e il 6° trionfo nelle ultime otto edizioni della Fed Cup.
Nel 2019, da campionesse in carica, affrontano la Romania al primo turno: Plíšková regola Buzărnescu in due set (6-1 6-4) mentre la n°3 del mondo Halep si impone nettamente su Siniaková (6-4 6-0); nello scontro più atteso tra le due top-10, Simona Halep supera Karolína Plíšková per 6-4 5-7 6-4, portando le romene sul 2-1; Siniaková riequilibra lo scontro battendo Buzarnescu (6-4 6-2), rimandando al doppio l'esito della sfida: in maniera del tutto inaspettata, le n°1 del mondo della specialità Siniaková/Krejčíková vengono sconfitte da Begu/Niculescu per 7-6(2) 4-6 4-6. La Repubblica Ceca esce di scena al primo turno, evento che non si verificava dal 2004.
Nel 2020, le ceche sarebbero costrette a disputare i Play-off per rientrare nel gruppo mondiale per la prima volta dal 2008: tuttavia, cambia il formato della competizione (ora Billie Jean King Cup) che non è più a eliminazione diretta ma invita alle finali del torneo le 8 vincitrici della fase di qualificazioni, la nazione ospitante, le due finalisti uscenti e una wild-card. La Repubblica Ceca riceve una wild-card per le finali dell'evento, evitando i play-off. A causa della pandemia di COVID-19, la Billie Jean King Cup viene rimandata al 2021: in novembre si svolgono le fasi finali in Ungheria. Nella nuova formula a gruppi, le ceche vengono inserite nel girone D assieme a Germania e Svizzera. Nel primo match contro le tedesche, Markéta Vondroušová batte nettamente Andrea Petković (6-1 6-3) mentre la n°1 ceca Barbora Krejčíková si arrende ad Angelique Kerber (7-6(5) 0-6 4-6); nel doppio decisivo Hradecká/Siniaková vincono a fatica su Friedsam/Niemeier (6-4 6(2)-7 [10-8]), conquistando il primo punto per la nazionale nella nuova competizione; nel secondo scontro con la Svizzera, Vondroušová sconfigge Golubic (6-4 6-2) mentre Krejčíková cede alla campionessa olimpica Belinda Bencic (6(2)-7 4-6). Nel doppio decisivo, Hradecká/Siniaková perdono nettamente da Teichmann/Bencic (3-6 3-6), consegnando il passaggio in semifinale alle elvetiche e fermandosi al secondo posto nel girone.
Nel 2022, le ceche disputano la qualificazione per accedere alla fase finale della Billie Jean King Cup: nella sfida contro il Regno Unito, la nazionale ceca prevale per 3-2, grazie al fondamentale apporto di Markéta Vondroušová, che porta in dote alla sua nazionale tutti e tre i punti necessari alla qualificazione. A novembre, vengono inserite nel gruppo D assieme a Stati Uniti e Polonia; nel derby europeo, le ceche prevalgono per 2-1, grazie al successo del doppio Siniaková/Vondroušová nel match decisivo; nella sfida contro le americane, le vittorie in singolare di Siniaková e Vondroušová garantiscono la vittoria del tie per 2-1 e il passaggio in semifinale. Nella prima partecipazione alla semifinale con il nuovo formato, la Repubblica Ceca ritrova la Svizzera, che nella precedente edizione l'aveva eliminata nella fase a gruppi; Karolína Muchová e Karolína Plíšková subiscono due sconfitte da Viktorija Golubic e Belinda Bencic, non riuscendo ad accedere alla finale dell'evento.
Nel 2023, nel terreno neutro di Antalya, le ceche hanno la meglio sull'Ucraina per 3-1, guadagnadosi l'accesso per la fase finale della Billie Jean King Cup. Inserite nel Gruppo A, passano il girone al primo posto grazie ai successi su Svizzera (3-0) e Stati Uniti (2-1). Nella seconda semifinale consecutiva, le ceche sfidano il Canada: Barbora Krejčíková vince agevolmente contro Marina Stakusic mentre Leylah Fernandez batte a sorpresa la campionessa di Wimbledon Markéta Vondroušová in tre set; nell'incontro decisivo per accedere alla finale, la collaudata coppia Krejčíková/Siniaková viene sconfitta da Dabrowski/Fernandez in due parziali, facendo così subire l'eliminazione in semifinale alle ceche per il secondo anno di fila.

## Risultati
= Incontro del Gruppo Mondiale

### 2010-2019
| Anno | Turno                       | Data           | Sede              | Avversario  | Punteggio | Esito     |
| ---- | --------------------------- | -------------- | ----------------- | ----------- | --------- | --------- |
| 2010 | Gruppo Mondiale, 1º turno   | 6-7 febbraio   | Brno (CZE)        | Germania    | 3 – 2     | Vittoria  |
| 2010 | Gruppo Mondiale, Semifinale | 24-25 aprile   | Roma (ITA)        | Italia      | 0 – 5     | Sconfitta |
| 2011 | Gruppo Mondiale, 1º turno   | 5-6 febbraio   | Bratislava (SVK)  | Slovacchia  | 3 – 2     | Vittoria  |
| 2011 | Gruppo Mondiale, Semifinale | 16-17 aprile   | Charleroi (BEL)   | Belgio      | 3 – 2     | Vittoria  |
| 2011 | Gruppo Mondiale, Finale     | 5-6 novembre   | Mosca (RUS)       | Russia      | 3 – 2     | Campione  |
| 2012 | Gruppo Mondiale, 1º turno   | 4-5 febbraio   | Stoccarda (GER)   | Germania    | 4 – 1     | Vittoria  |
| 2012 | Gruppo Mondiale, Semifinale | 21-22 aprile   | Ostrava (CZE)     | Italia      | 4 – 1     | Vittoria  |
| 2012 | Gruppo Mondiale, Finale     | 3-4 novembre   | Praga (CZE)       | Serbia      | 3 – 2     | Campione  |
| 2013 | Gruppo Mondiale, 1º turno   | 9-10 febbraio  | Ostrava (CZE)     | Australia   | 4 – 0     | Vittoria  |
| 2013 | Gruppo Mondiale, Semifinale | 20-21 aprile   | Palermo (ITA)     | Italia      | 1 – 3     | Sconfitta |
| 2014 | Gruppo Mondiale, 1º turno   | 8-10 febbraio  | Siviglia (ESP)    | Spagna      | 3 – 2     | Vittoria  |
| 2014 | Gruppo Mondiale, Semifinale | 19-20 aprile   | Ostrava (CZE)     | Italia      | 4 – 0     | Vittoria  |
| 2014 | Gruppo Mondiale, Finale     | 8-9 novembre   | Praga (CZE)       | Germania    | 3 – 1     | Campione  |
| 2015 | Gruppo Mondiale, 1º turno   | 7-8 febbraio   | Québec City (CAN) | Canada      | 4 – 0     | Vittoria  |
| 2015 | Gruppo Mondiale, Semifinale | 18-19 aprile   | Ostrava (CZE)     | Francia     | 3 – 1     | Vittoria  |
| 2015 | Gruppo Mondiale, Finale     | 14-15 novembre | Praga (CZE)       | Russia      | 3 – 2     | Campione  |
| 2016 | Gruppo Mondiale, 1º turno   | 6-7 febbraio   | Cluj-Napoca (ROM) | Romania     | 3 – 2     | Vittoria  |
| 2016 | Gruppo Mondiale, Semifinale | 16-17 aprile   | Lucerna (SUI)     | Svizzera    | 3 – 2     | Vittoria  |
| 2016 | Gruppo Mondiale, Finale     | 12-13 novembre | Strasburgo (FRA)  | Francia     | 3 – 2     | Campione  |
| 2017 | Gruppo Mondiale, 1º turno   | 11-12 febbraio | Ostrava (CZE)     | Spagna      | 3 – 2     | Vittoria  |
| 2017 | Gruppo Mondiale, Semifinale | 22-23 aprile   | Florida (USA)     | Stati Uniti | 2 – 3     | Sconfitta |

## Ranking ITF
- Il prossimo aggiornamento del ranking è previsto per il mese di novembre 2017.
- Dubai Tennis Championships 2013 - Singolare femminile

| Repubblica Ceca nel Ranking ITF (aggiornata al 24 aprile 2017) |             |          |                 |
| Pos                                                            | Squadra     | Punti    | Gruppo          |
| 1                                                              | Rep. Ceca   | 33942.50 | Gruppo Mondiale |
| 2                                                              | Bielorussia | 14580.00 | Gruppo Mondiale |
| 3                                                              | Stati Uniti | 13992.50 | Gruppo Mondiale |
| 4                                                              | Francia     | 12925.00 | Gruppo Mondiale |
| 5                                                              | Svizzera    | 9465.00  | Gruppo Mondiale |